# Mongolia na Letnich Igrzyskach Olimpijskich 2012
Mongolię na Letnich Igrzyskach Olimpijskich 2012 reprezentowało 29 zawodników: 16 mężczyzn i 13 kobiet. Był to dwunasty start reprezentacji Mongolii na letnich igrzyskach olimpijskich. Reprezentanci Mongolii zdobyli 5 medali: 2 srebrne i 3 brązowe, co jest najlepszym (pod względem liczby) osiągnięciem w dotychczasowych startach, zajmując 56. miejsce w klasyfikacji medalowej.

## Zdobyte medale
| Medal  | Zawodnik                  | Dyscyplina | Konkurencja                     | Rezultat                                                     |
| ------ | ------------------------- | ---------- | ------------------------------- | ------------------------------------------------------------ |
| Srebro | Njambajaryn Tögscogt      | Boks       | waga musza (do 52 kg)           | w finale przegrał z Kubańczykiem Robeisy Ramírezem           |
| Srebro | Najdangijn Tüwszinbajar   | Judo       | waga do 100 kg mężczyzn         | w finale uległ Rosjaninowi Tagirowi Chajbułajewowi           |
| Brąz   | Uranczimegijn Mönch-Erden | Boks       | waga lekkopółśrednia (do 64 kg) | w półfinale przegrał z Ukraińcem Denysem Berinczykiem        |
| Brąz   | Sajndżarglyn Njam-Oczir   | Judo       | waga do 73 kg mężczyzn          | w walce o brązowy medal pokonał Holendra Dexa Elmonta        |
| Brąz   | Soronzonboldyn Battsetseg | Zapasy     | waga do 63 kg kobiet            | w walce o brązowy medal pokonała Kanadyjkę Martine Dugrenier |

## Skład kadry

### Boks
Mężczyźni
| Zawodnik                  | Konkurencja | 1/16                   | 1/8                     | Ćwierćfinał             | Półfinał               | Finał                   | Finał           |
| Zawodnik                  | Konkurencja | Przeciwnik Wynik       | Przeciwnik Wynik        | Przeciwnik Wynik        | Przeciwnik Wynik       | Przeciwnik Wynik        | Miejsce         |
| ------------------------- | ----------- | ---------------------- | ----------------------- | ----------------------- | ---------------------- | ----------------------- | --------------- |
| Pürewdordżijn Serdamba    | 49 kg       |                        | Devendro Singh 11-16    | → Nie awansował         | → Nie awansował        | → Nie awansował         | → Nie awansował |
| Njambajaryn Tögscogt      | 52 kg       | Elvin Məmişzadə 18 -11 | Vincenzo Picardi 17 -16 | Jasurbek Latipov 15 -10 | Misza Ałojan 15 -11    | Robeisy Ramírez 14 - 17 |                 |
| Uranczimegijn Mönch-Erden | 64 kg       | Zdeněk Chládek 20 -12  | Richarno Colin 15 -12   | Thomas Stalker 23 -22   | Denys Berinczyk 21- 29 | → Nie awansował         |                 |
| Byambyn Tuvshinbat        | 69 kg       | Yannick Mitoumba 17 -4 | Alexis Vastine 12- 13   | → Nie awansował         | → Nie awansował        | → Nie awansował         | → Nie awansował |

### Judo
Mężczyźni
| Zawodnik                   | Konkurencja | 1/32             | 1/16                        | 1/8                         | Ćwierćfinał                  | Półfinał                      | Pierwsza runda repasaży | Ćwierćfinał repasaży | Półfinał repasaży     | Finał                        | Finał   |
| Zawodnik                   | Konkurencja | Przeciwnik Wynik | Przeciwnik Wynik            | Przeciwnik Wynik            | Przeciwnik Wynik             | Przeciwnik Wynik              | Przeciwnik Wynik        | Przeciwnik Wynik     | Przeciwnik Wynik      | Przeciwnik Wynik             | Pozycja |
| -------------------------- | ----------- | ---------------- | --------------------------- | --------------------------- | ---------------------------- | ----------------------------- | ----------------------- | -------------------- | --------------------- | ---------------------------- | ------- |
| DavaadorDżijn Tömörchüleg  | do 60 kg    |                  | Felipe Kitadai 0000- 0011   |                             |                              |                               |                         |                      |                       |                              | 17.     |
| Chaszbaataryn Cagaanbaatar | do 66 kg    |                  | Tu Kai-wen 0111 -0001       | Colin Oates 0000- 0011      |                              |                               |                         |                      |                       |                              | 9.      |
| Sajndżarglyn Njam-Oczir    | do 73 kg    |                  | Christoper Völk 0011 -0001  | Wołodymyr Soroka 0011 -0002 | Mansur Isajew 0001- 0100     | Nicholas Delpopolo 0011 -0002 |                         |                      | Dex Elmont 0011 -0002 |                              |         |
| Najdangijn Tüwszinbajar    | do 100 kg   |                  | Teerawat Homklin 1000 -0000 | Thierry Fabre 1000 -0000    | Ramziddin Sayidov 1000 -0001 | Hwang Hee-tae 0010 -0001      |                         |                      |                       | Tagir Chajbułajew 0000- 1000 |         |

Kobiety
| Zawodniczka              | Konkurencja | 1/16                         | 1/8                              | Ćwierćfinał                        | Półfinał                | Pierwsza runda repasaży | Ćwierćfinał repasaży | Półfinał repasaży      | Finał               | Finał   |
| Zawodniczka              | Konkurencja | Przeciwniczka Wynik          | Przeciwniczka Wynik              | Przeciwniczka Wynik                | Przeciwniczka Wynik     | Przeciwniczka Wynik     | Przeciwniczka Wynik  | Przeciwniczka Wynik    | Przeciwniczka Wynik | Pozycja |
| ------------------------ | ----------- | ---------------------------- | -------------------------------- | ---------------------------------- | ----------------------- | ----------------------- | -------------------- | ---------------------- | ------------------- | ------- |
| Mönchbatyn Urantsetseg   | - do 48 kg  |                              | Aleksandra Podriadowa 010 - 0001 | Alina Alexandra Dumitru 0011- 0112 |                         | Paula Pareto 0002- 0011 |                      |                        |                     | 7.      |
| Mönchbaataryn Bundmaa    | - do 52 kg  | Linouse Desravine 0100 -0000 | Yanet Bermoy 0000- 0020          |                                    |                         |                         |                      |                        |                     | 9.      |
| Dordżsurengiin Sumiya    | - do 57 kg  | Kim Jan-di 0001- 0001        |                                  |                                    |                         |                         |                      |                        |                     | 17.     |
| Munchdzaja Cedewsuren    | - do 63 kg  | Jennifer Anson 1100 -0000    | Johanna Ylinen 1000 -0000        | Gévrise Émane 0001 -0001           | Urška Žolnir 0000- 1000 |                         |                      | Yoshie Ueno 0002- 0010 |                     | 5.      |
| Pürewdżargalyn Lchamdegd | - do 78 kg  |                              | Gemma Gibons 0010- 0021          |                                    |                         |                         |                      |                        |                     | 9.      |

### Lekkoatletyka
Kobiety
| Zawodnik                     | Konkurencja | Eliminacje | Eliminacje | Ćwierćfinał | Ćwierćfinał | Półfinał | Półfinał | Finał   | Finał   |
| Zawodnik                     | Konkurencja | Wynik      | Miejsce    | Wynik       | Miejsce     | Wynik    | Miejsce  | Wynik   | Miejsce |
| ---------------------------- | ----------- | ---------- | ---------- | ----------- | ----------- | -------- | -------- | ------- | ------- |
| Luwsanlchündewijn Otgonbajar | maraton     |            |            |             |             |          |          | 2:52:15 | 102     |

Mężczyźni
| Zawodnik         | Konkurencja | Eliminacje | Eliminacje | Ćwierćfinał | Ćwierćfinał | Półfinał | Półfinał | Finał   | Finał   |
| Zawodnik         | Konkurencja | Wynik      | Miejsce    | Wynik       | Miejsce     | Wynik    | Miejsce  | Wynik   | Miejsce |
| ---------------- | ----------- | ---------- | ---------- | ----------- | ----------- | -------- | -------- | ------- | ------- |
| Ser-Od Bat-Ochir | maraton     |            |            |             |             |          |          | 2:20:10 | 51      |

### Łucznictwo
Kobiety
| Zawodniczka                | Konkurencja   | Runda rankingowa | Runda rankingowa | 1/32                           | 1/16                          | 1/8                   | Ćwierćfinał      | Półfinał         | Finał            | Finał   |
| Zawodniczka                | Konkurencja   | Punkty           | Rozstawienie     | Przeciwnik Wynik               | Przeciwnik Wynik              | Przeciwnik Wynik      | Przeciwnik Wynik | Przeciwnik Wynik | Przeciwnik Wynik | Pozycja |
| -------------------------- | ------------- | ---------------- | ---------------- | ------------------------------ | ----------------------------- | --------------------- | ---------------- | ---------------- | ---------------- | ------- |
| Biszindeegijn Urantungalag | indywidualnie | 652              | 18.              | Alison Williamson 01222 -21000 | Jennifer Nichols 10122 -12100 | Lee Sung-jin 000- 222 |                  |                  |                  | 9.      |

Mężczyźni
| Zawodnik            | Konkurencja   | Runda rankingowa | Runda rankingowa | 1/32              | 1/16             | 1/8              | Ćwierćfinał      | Półfinał         | Finał            | Finał   |
| Zawodnik            | Konkurencja   | Punkty           | Rozstawienie     | Przeciwnik Wynik  | Przeciwnik Wynik | Przeciwnik Wynik | Przeciwnik Wynik | Przeciwnik Wynik | Przeciwnik Wynik | Pozycja |
| ------------------- | ------------- | ---------------- | ---------------- | ----------------- | ---------------- | ---------------- | ---------------- | ---------------- | ---------------- | ------- |
| Dżancangijn Gantögs | indywidualnie | 669              | 19.              | Banerjee 000- 222 |                  |                  |                  |                  |                  | 33.     |

### Pływanie
Kobiety
| Zawodnik              | Konkurencja          | Eliminacje | Eliminacje | Półfinał | Półfinał | Finał | Finał   |
| Zawodnik              | Konkurencja          | Czas       | Miejsce    | Czas     | Miejsce  | Czas  | Miejsce |
| --------------------- | -------------------- | ---------- | ---------- | -------- | -------- | ----- | ------- |
| Gantumöriin Oyungerel | 100 m st. klasycznym | 1:27.17    | 45         |          |          |       |         |

Mężczyźni
| Zawodnik      | Konkurencja        | Eliminacje | Eliminacje | Półfinał | Półfinał | Finał | Finał   |
| Zawodnik      | Konkurencja        | Czas       | Miejsce    | Czas     | Miejsce  | Czas  | Miejsce |
| ------------- | ------------------ | ---------- | ---------- | -------- | -------- | ----- | ------- |
| Andriej Tamir | 100 m st. dowolnym | 56.37      | 49         |          |          |       |         |

### Strzelectwo
Kobiety
| Zawodnik           | Konkurencja | Kwalifikacje | Kwalifikacje | Finał | Finał   |
| Zawodnik           | Konkurencja | Wynik        | Pozycja      | Wynik | Pozycja |
| ------------------ | ----------- | ------------ | ------------ | ----- | ------- |
| Otrjadyn Gündegmaa | ppn 40      | 380          | 18.          |       |         |
| Otrjadyn Gündegmaa | psp 30+30   | 577          | 27.          |       |         |

Mężczyźni
| Zawodnik        | Konkurencja | Kwalifikacje | Kwalifikacje | Finał | Finał   |
| Zawodnik        | Konkurencja | Wynik        | Pozycja      | Wynik | Pozycja |
| --------------- | ----------- | ------------ | ------------ | ----- | ------- |
| Bayaraa Nyantai | ppn 60      | 593          | 23.          |       |         |
| Bayaraa Nyantai | ksp 3x20    | 1154         | 33.          |       |         |
| Bayaraa Nyantai | ksp 60      | 588          | 40.          |       |         |

### Zapasy
Mężczyźni - styl wolny
| Zawodnik                  | Konkurencja | Kwalifikacje           | 1/8                     | Ćwierćfinał       | Półfinał         | Repesaż 1        | Repesaż 2        | Finał            | Finał   |
| Zawodnik                  | Konkurencja | Przeciwnik Wynik       | Przeciwnik Wynik        | Przeciwnik Wynik  | Przeciwnik Wynik | Przeciwnik Wynik | Przeciwnik Wynik | Przeciwnik Wynik | Pozycja |
| ------------------------- | ----------- | ---------------------- | ----------------------- | ----------------- | ---------------- | ---------------- | ---------------- | ---------------- | ------- |
| Bayaraagiin Naranbaatar   | -55 kg      | Hassan Rahimi 0- 2     |                         |                   |                  |                  |                  |                  | 19.     |
| Purevjavyn Önörbat        | -74 kg      | Davit Khutsiszwili 0-2 |                         |                   |                  |                  |                  |                  | 13.     |
| Orgodolyn Uytumen         | -84 kg      |                        | Dawit Marsagiszwili 0-2 |                   |                  |                  |                  |                  | 13.     |
| Jargalsaikhany Chuluunbat | -74 kg      |                        | Malal Ndiaye 2 -0       | Bilał Machow 1- 2 |                  |                  |                  |                  | 7.      |

Kobiety - styl wolny
| Zawodnik                  | Konkurencja | Kwalifikacje           | 1/8                      | Ćwierćfinał               | Półfinał         | Repesaż 1        | Repesaż 2             | Finał            | Finał   |
| Zawodnik                  | Konkurencja | Przeciwnik Wynik       | Przeciwnik Wynik         | Przeciwnik Wynik          | Przeciwnik Wynik | Przeciwnik Wynik | Przeciwnik Wynik      | Przeciwnik Wynik | Pozycja |
| ------------------------- | ----------- | ---------------------- | ------------------------ | ------------------------- | ---------------- | ---------------- | --------------------- | ---------------- | ------- |
| Davaasukhiin Otgontsetseg | -48 kg      | Carolina Castillo 2 -0 | Iwona Matkowska 1- 2     |                           |                  |                  |                       |                  | 9.      |
| Sundeviin Byambatseren    | -55 kg      | Sofia Mattsson 0- 2    |                          |                           |                  |                  |                       |                  | 17.     |
| Soronzonboldyn Battsetseg | -63 kg      |                        | Sylvie Datty Ngonga 2 -0 | Anastasija Grigorjeva 2-0 | Akori Icho 0- 2  |                  | Martine Dugrenier 2-0 |                  |         |
| Ochirbatyn Burmaa         | -72 kg      |                        | Leah Callahan 2 -0       | Maider Unda 1- 2          |                  |                  |                       |                  | 8.      |